# Lista di asteroidi (356001-357000)
Di seguito una lista di asteroidi dal numero 356001 al 357000 con data di scoperta e scopritore.

## 356001-356100
| Nome     | Designazione provvisoria | Data di scoperta | Scopritore             |
| -------- | ------------------------ | ---------------- | ---------------------- |
| 356001 - | 2009 BO57                | 20 gennaio 2009  | Spacewatch             |
| 356002 - | 2009 BA62                | 18 gennaio 2009  | Mt. Lemmon Survey      |
| 356003 - | 2009 BM64                | 20 gennaio 2009  | Spacewatch             |
| 356004 - | 2009 BP70                | 25 gennaio 2009  | CSS                    |
| 356005 - | 2009 BK72                | 28 gennaio 2009  | Kugel, F.              |
| 356006 - | 2009 BR75                | 24 gennaio 2009  | PMO NEO Survey Program |
| 356007 - | 2009 BH76                | 26 gennaio 2009  | CSS                    |
| 356008 - | 2009 BL79                | 30 gennaio 2009  | LINEAR                 |
| 356009 - | 2009 BD95                | 26 gennaio 2009  | CSS                    |
| 356010 - | 2009 BX101               | 29 gennaio 2009  | Mt. Lemmon Survey      |
| 356011 - | 2009 BZ103               | 25 gennaio 2009  | Spacewatch             |
| 356012 - | 2009 BQ107               | 29 gennaio 2009  | Spacewatch             |
| 356013 - | 2009 BC108               | 29 gennaio 2009  | Mt. Lemmon Survey      |
| 356014 - | 2009 BO110               | 31 gennaio 2009  | Mt. Lemmon Survey      |
| 356015 - | 2009 BF111               | 26 gennaio 2009  | PMO NEO Survey Program |
| 356016 - | 2009 BM111               | 28 gennaio 2009  | CSS                    |
| 356017 - | 2009 BS112               | 31 gennaio 2009  | Mt. Lemmon Survey      |
| 356018 - | 2009 BZ112               | 31 gennaio 2009  | Mt. Lemmon Survey      |
| 356019 - | 2009 BX116               | 29 gennaio 2009  | Mt. Lemmon Survey      |
| 356020 - | 2009 BY122               | 31 gennaio 2009  | Spacewatch             |
| 356021 - | 2009 BL134               | 29 gennaio 2009  | Spacewatch             |
| 356022 - | 2009 BS136               | 29 gennaio 2009  | Spacewatch             |
| 356023 - | 2009 BH140               | 29 gennaio 2009  | Spacewatch             |
| 356024 - | 2009 BG145               | 30 gennaio 2009  | Spacewatch             |
| 356025 - | 2009 BF147               | 30 gennaio 2009  | Mt. Lemmon Survey      |
| 356026 - | 2009 BE150               | 31 gennaio 2009  | Spacewatch             |
| 356027 - | 2009 BY150               | 28 gennaio 2009  | CSS                    |
| 356028 - | 2009 BK157               | 25 gennaio 2009  | Spacewatch             |
| 356029 - | 2009 BA158               | 31 gennaio 2009  | Spacewatch             |
| 356030 - | 2009 BF162               | 29 gennaio 2009  | CSS                    |
| 356031 - | 2009 BL163               | 3 dicembre 2008  | Mt. Lemmon Survey      |
| 356032 - | 2009 BO163               | 31 gennaio 2009  | Spacewatch             |
| 356033 - | 2009 BW165               | 31 gennaio 2009  | Spacewatch             |
| 356034 - | 2009 BE177               | 25 gennaio 2009  | Spacewatch             |
| 356035 - | 2009 BT182               | 18 gennaio 2009  | Mt. Lemmon Survey      |
| 356036 - | 2009 BV185               | 20 gennaio 2009  | CSS                    |
| 356037 - | 2009 BM186               | 18 gennaio 2009  | Spacewatch             |
| 356038 - | 2009 BY187               | 20 gennaio 2009  | Mt. Lemmon Survey      |
| 356039 - | 2009 BX188               | 17 gennaio 2009  | Mt. Lemmon Survey      |
| 356040 - | 2009 BP189               | 18 gennaio 2009  | LINEAR                 |
| 356041 - | 2009 CV14                | 1º febbraio 2009 | Spacewatch             |
| 356042 - | 2009 CR18                | 3 febbraio 2009  | Mt. Lemmon Survey      |
| 356043 - | 2009 CT29                | 1º febbraio 2009 | Spacewatch             |
| 356044 - | 2009 CZ38                | 13 febbraio 2009 | Spacewatch             |
| 356045 - | 2009 CS40                | 13 febbraio 2009 | Spacewatch             |
| 356046 - | 2009 CL47                | 14 febbraio 2009 | Spacewatch             |
| 356047 - | 2009 CW51                | 14 febbraio 2009 | Mt. Lemmon Survey      |
| 356048 - | 2009 CM57                | 1º febbraio 2009 | Spacewatch             |
| 356049 - | 2009 CY57                | 3 febbraio 2009  | Spacewatch             |
| 356050 - | 2009 CM62                | 5 febbraio 2009  | Mt. Lemmon Survey      |
| 356051 - | 2009 CW62                | 3 febbraio 2009  | Spacewatch             |
| 356052 - | 2009 DC5                 | 4 febbraio 2009  | Mt. Lemmon Survey      |
| 356053 - | 2009 DQ5                 | 20 febbraio 2009 | Durig, D. T.           |
| 356054 - | 2009 DS5                 | 20 febbraio 2009 | Durig, D. T.           |
| 356055 - | 2009 DX9                 | 1º febbraio 2009 | CSS                    |
| 356056 - | 2009 DE13                | 16 febbraio 2009 | Spacewatch             |
| 356057 - | 2009 DS25                | 21 febbraio 2009 | Mt. Lemmon Survey      |
| 356058 - | 2009 DK27                | 22 febbraio 2009 | Hormuth, F.            |
| 356059 - | 2009 DB34                | 1º febbraio 2009 | Mt. Lemmon Survey      |
| 356060 - | 2009 DD35                | 20 febbraio 2009 | Spacewatch             |
| 356061 - | 2009 DV38                | 1º febbraio 2009 | Spacewatch             |
| 356062 - | 2009 DV41                | 19 febbraio 2009 | OAM                    |
| 356063 - | 2009 DF50                | 19 febbraio 2009 | Spacewatch             |
| 356064 - | 2009 DS50                | 31 gennaio 2009  | Mt. Lemmon Survey      |
| 356065 - | 2009 DP51                | 21 febbraio 2009 | Mt. Lemmon Survey      |
| 356066 - | 2009 DJ61                | 22 febbraio 2009 | Spacewatch             |
| 356067 - | 2009 DH62                | 22 febbraio 2009 | Mt. Lemmon Survey      |
| 356068 - | 2009 DD64                | 22 febbraio 2009 | Spacewatch             |
| 356069 - | 2009 DE70                | 8 marzo 2005     | Mt. Lemmon Survey      |
| 356070 - | 2009 DD75                | 19 febbraio 2009 | Spacewatch             |
| 356071 - | 2009 DO77                | 23 febbraio 2009 | OAM                    |
| 356072 - | 2009 DC78                | 25 febbraio 2009 | CSS                    |
| 356073 - | 2009 DZ81                | 24 febbraio 2009 | Spacewatch             |
| 356074 - | 2009 DD85                | 27 febbraio 2009 | Spacewatch             |
| 356075 - | 2009 DV92                | 28 febbraio 2009 | Mt. Lemmon Survey      |
| 356076 - | 2009 DD97                | 26 febbraio 2009 | Spacewatch             |
| 356077 - | 2009 DP97                | 26 febbraio 2009 | Spacewatch             |
| 356078 - | 2009 DM99                | 26 febbraio 2009 | Spacewatch             |
| 356079 - | 2009 DF100               | 22 febbraio 2009 | Spacewatch             |
| 356080 - | 2009 DE103               | 20 novembre 2003 | CSS                    |
| 356081 - | 2009 DV105               | 26 febbraio 2009 | Spacewatch             |
| 356082 - | 2009 DJ111               | 1º marzo 2005    | CSS                    |
| 356083 - | 2009 DJ113               | 27 febbraio 2009 | Spacewatch             |
| 356084 - | 2009 DP117               | 27 febbraio 2009 | Spacewatch             |
| 356085 - | 2009 DK120               | 13 febbraio 2009 | Spacewatch             |
| 356086 - | 2009 DG128               | 21 febbraio 2009 | Spacewatch             |
| 356087 - | 2009 DY131               | 20 febbraio 2009 | Mt. Lemmon Survey      |
| 356088 - | 2009 DL133               | 27 febbraio 2009 | Spacewatch             |
| 356089 - | 2009 DQ134               | 27 febbraio 2009 | Spacewatch             |
| 356090 - | 2009 DM136               | 19 febbraio 2009 | CSS                    |
| 356091 - | 2009 DX137               | 19 febbraio 2009 | Spacewatch             |
| 356092 - | 2009 DS140               | 19 febbraio 2009 | CSS                    |
| 356093 - | 2009 DM142               | 20 febbraio 2009 | Spacewatch             |
| 356094 - | 2009 DQ142               | 20 febbraio 2009 | Spacewatch             |
| 356095 - | 2009 DU142               | 27 febbraio 2009 | Spacewatch             |
| 356096 - | 2009 EE4                 | 15 marzo 2009    | OAM                    |
| 356097 - | 2009 EO4                 | 15 marzo 2009    | OAM                    |
| 356098 - | 2009 EP16                | 19 febbraio 2009 | OAM                    |
| 356099 - | 2009 EZ25                | 8 marzo 2009     | Mt. Lemmon Survey      |
| 356100 - | 2009 ED27                | 15 marzo 2009    | Spacewatch             |

## 356101-356200
| Nome     | Designazione provvisoria | Data di scoperta | Scopritore             |
| -------- | ------------------------ | ---------------- | ---------------------- |
| 356101 - | 2009 ER27                | 5 marzo 2009     | Siding Spring Survey   |
| 356102 - | 2009 EK30                | 3 marzo 2009     | Spacewatch             |
| 356103 - | 2009 EV30                | 3 marzo 2009     | Spacewatch             |
| 356104 - | 2009 FC4                 | 18 marzo 2009    | Karge, S., Schwab, E.  |
| 356105 - | 2009 FT7                 | 16 marzo 2009    | Spacewatch             |
| 356106 - | 2009 FW8                 | 24 febbraio 2009 | Spacewatch             |
| 356107 - | 2009 FC11                | 30 dicembre 2008 | Mt. Lemmon Survey      |
| 356108 - | 2009 FU14                | 16 marzo 2009    | Spacewatch             |
| 356109 - | 2009 FT17                | 18 marzo 2009    | OAM                    |
| 356110 - | 2009 FS19                | 21 marzo 2009    | Kugel, F.              |
| 356111 - | 2009 FE20                | 17 marzo 2009    | Bickel, W.             |
| 356112 - | 2009 FY21                | 18 marzo 2009    | Spacewatch             |
| 356113 - | 2009 FQ22                | 19 marzo 2009    | CSS                    |
| 356114 - | 2009 FP23                | 21 marzo 2009    | Mt. Lemmon Survey      |
| 356115 - | 2009 FO27                | 21 marzo 2009    | Mt. Lemmon Survey      |
| 356116 - | 2009 FJ28                | 22 marzo 2009    | OAM                    |
| 356117 - | 2009 FR28                | 18 marzo 2009    | CSS                    |
| 356118 - | 2009 FL29                | 4 giugno 2005    | Spacewatch             |
| 356119 - | 2009 FW30                | 19 marzo 2009    | OAM                    |
| 356120 - | 2009 FX31                | 25 marzo 2009    | OAM                    |
| 356121 - | 2009 FM32                | 21 marzo 2009    | CSS                    |
| 356122 - | 2009 FS35                | 22 marzo 2009    | Mt. Lemmon Survey      |
| 356123 - | 2009 FR37                | 24 marzo 2009    | Mt. Lemmon Survey      |
| 356124 - | 2009 FD39                | 22 marzo 2009    | CSS                    |
| 356125 - | 2009 FE42                | 28 marzo 2009    | Spacewatch             |
| 356126 - | 2009 FR42                | 1º marzo 2009    | Spacewatch             |
| 356127 - | 2009 FZ45                | 1º febbraio 2009 | Mt. Lemmon Survey      |
| 356128 - | 2009 FN46                | 27 marzo 2009    | Spacewatch             |
| 356129 - | 2009 FM47                | 28 marzo 2009    | Spacewatch             |
| 356130 - | 2009 FV47                | 16 marzo 2009    | Mt. Lemmon Survey      |
| 356131 - | 2009 FM55                | 31 marzo 2009    | Spacewatch             |
| 356132 - | 2009 FS55                | 26 marzo 2009    | OAM                    |
| 356133 - | 2009 FE56                | 19 marzo 2009    | CSS                    |
| 356134 - | 2009 FS58                | 27 agosto 2006   | Spacewatch             |
| 356135 - | 2009 FL59                | 17 marzo 2009    | Spacewatch             |
| 356136 - | 2009 FC60                | 16 marzo 2009    | Mt. Lemmon Survey      |
| 356137 - | 2009 FQ60                | 8 ottobre 2007   | Mt. Lemmon Survey      |
| 356138 - | 2009 FX63                | 9 ottobre 2007   | Spacewatch             |
| 356139 - | 2009 FD66                | 19 marzo 2009    | Mt. Lemmon Survey      |
| 356140 - | 2009 FF66                | 21 marzo 2009    | Spacewatch             |
| 356141 - | 2009 FR69                | 18 marzo 2009    | Spacewatch             |
| 356142 - | 2009 FX70                | 25 marzo 2009    | Mt. Lemmon Survey      |
| 356143 - | 2009 FR72                | 18 marzo 2009    | CSS                    |
| 356144 - | 2009 FK73                | 24 marzo 2009    | Mt. Lemmon Survey      |
| 356145 - | 2009 FD75                | 16 marzo 2009    | Spacewatch             |
| 356146 - | 2009 GV1                 | 12 aprile 2009   | Ries, W.               |
| 356147 - | 2009 GW3                 | 3 aprile 2009    | Cerro Burek            |
| 356148 - | 2009 GT5                 | 11 novembre 2007 | Mt. Lemmon Survey      |
| 356149 - | 2009 HA3                 | 16 aprile 2009   | CSS                    |
| 356150 - | 2009 HH4                 | 29 marzo 2009    | Mt. Lemmon Survey      |
| 356151 - | 2009 HW4                 | 17 marzo 2009    | Spacewatch             |
| 356152 - | 2009 HO11                | 18 aprile 2009   | CSS                    |
| 356153 - | 2009 HD12                | 16 aprile 2009   | Sarneczky, K.          |
| 356154 - | 2009 HO12                | 18 aprile 2009   | Sarneczky, K.          |
| 356155 - | 2009 HZ12                | 17 aprile 2009   | Spacewatch             |
| 356156 - | 2009 HV13                | 21 marzo 2009    | CSS                    |
| 356157 - | 2009 HU20                | 20 aprile 2009   | Tozzi, F.              |
| 356158 - | 2009 HA29                | 19 aprile 2009   | Spacewatch             |
| 356159 - | 2009 HC29                | 19 aprile 2009   | Spacewatch             |
| 356160 - | 2009 HH30                | 19 aprile 2009   | Spacewatch             |
| 356161 - | 2009 HE35                | 20 aprile 2009   | Mt. Lemmon Survey      |
| 356162 - | 2009 HU36                | 21 aprile 2009   | OAM                    |
| 356163 - | 2009 HH37                | 17 aprile 2009   | CSS                    |
| 356164 - | 2009 HL42                | 20 aprile 2009   | Spacewatch             |
| 356165 - | 2009 HU45                | 21 aprile 2009   | OAM                    |
| 356166 - | 2009 HN47                | 19 aprile 2009   | Spacewatch             |
| 356167 - | 2009 HO48                | 19 aprile 2009   | Spacewatch             |
| 356168 - | 2009 HR56                | 22 aprile 2009   | Spacewatch             |
| 356169 - | 2009 HT59                | 20 aprile 2009   | CSS                    |
| 356170 - | 2009 HH70                | 22 aprile 2009   | Mt. Lemmon Survey      |
| 356171 - | 2009 HS73                | 18 aprile 2009   | CSS                    |
| 356172 - | 2009 HC74                | 20 aprile 2009   | CSS                    |
| 356173 - | 2009 HQ74                | 25 aprile 2009   | PMO NEO Survey Program |
| 356174 - | 2009 HH75                | 28 aprile 2009   | CSS                    |
| 356175 - | 2009 HK76                | 26 aprile 2009   | Spacewatch             |
| 356176 - | 2009 HH83                | 25 marzo 2009    | Mt. Lemmon Survey      |
| 356177 - | 2009 HF84                | 27 aprile 2009   | CSS                    |
| 356178 - | 2009 HR85                | 16 marzo 2009    | Spacewatch             |
| 356179 - | 2009 HS95                | 18 aprile 2009   | Spacewatch             |
| 356180 - | 2009 HM96                | 23 aprile 2009   | Spacewatch             |
| 356181 - | 2009 HS96                | 27 aprile 2009   | Spacewatch             |
| 356182 - | 2009 HC100               | 15 novembre 2006 | Spacewatch             |
| 356183 - | 2009 HU101               | 17 aprile 2009   | Spacewatch             |
| 356184 - | 2009 HO105               | 26 aprile 2009   | Spacewatch             |
| 356185 - | 2009 JE8                 | 13 maggio 2009   | Spacewatch             |
| 356186 - | 2009 JX9                 | 14 maggio 2009   | Spacewatch             |
| 356187 - | 2009 JE12                | 15 maggio 2009   | CSS                    |
| 356188 - | 2009 JF17                | 6 maggio 2009    | Siding Spring Survey   |
| 356189 - | 2009 KE7                 | 26 maggio 2009   | OAM                    |
| 356190 - | 2009 KV12                | 25 maggio 2009   | Spacewatch             |
| 356191 - | 2009 KO22                | 16 maggio 2009   | Mt. Lemmon Survey      |
| 356192 - | 2009 KE36                | 17 maggio 2009   | Mt. Lemmon Survey      |
| 356193 - | 2009 LG2                 | 12 febbraio 2008 | Mt. Lemmon Survey      |
| 356194 - | 2009 LA5                 | 14 giugno 2009   | Spacewatch             |
| 356195 - | 2009 MD10                | 24 giugno 2009   | Mt. Lemmon Survey      |
| 356196 - | 2009 OX                  | 18 luglio 2009   | Teamo, N.              |
| 356197 - | 2009 OB1                 | 16 luglio 2009   | OAM                    |
| 356198 - | 2009 OJ6                 | 23 luglio 2009   | OAM                    |
| 356199 - | 2009 OO24                | 26 gennaio 2007  | Spacewatch             |
| 356200 - | 2009 OO25                | 13 febbraio 2001 | Spacewatch             |

## 356201-356300
| Nome           | Designazione provvisoria | Data di scoperta  | Scopritore              |
| -------------- | ------------------------ | ----------------- | ----------------------- |
| 356201 -       | 2009 PF11                | 15 agosto 2009    | Spacewatch              |
| 356202 -       | 2009 PH15                | 15 agosto 2009    | CSS                     |
| 356203 -       | 2009 QX32                | 24 agosto 2009    | Crni Vrh                |
| 356204 -       | 2009 QJ52                | 16 agosto 2009    | CSS                     |
| 356205 -       | 2009 QF65                | 16 gennaio 2012   | Bernasconi, L.          |
| 356206 -       | 2009 RN13                | 12 settembre 2009 | Spacewatch              |
| 356207 -       | 2009 RT20                | 14 settembre 2009 | Spacewatch              |
| 356208 -       | 2009 RK25                | 22 giugno 2007    | Spacewatch              |
| 356209 -       | 2009 RS31                | 14 settembre 2009 | Spacewatch              |
| 356210 -       | 2009 RY31                | 14 settembre 2009 | Spacewatch              |
| 356211 -       | 2009 RB63                | 12 settembre 2009 | Spacewatch              |
| 356212 -       | 2009 RP64                | 15 settembre 2009 | Spacewatch              |
| 356213 -       | 2009 RX64                | 15 settembre 2009 | Spacewatch              |
| 356214 -       | 2009 RN73                | 14 febbraio 2001  | ADAS                    |
| 356215 -       | 2009 SX40                | 16 settembre 2009 | Spacewatch              |
| 356216 -       | 2009 SH69                | 17 settembre 2009 | Spacewatch              |
| 356217 Clymene | 2009 SA101               | 23 settembre 2009 | Kryachko, T. V.         |
| 356218 -       | 2009 SZ117               | 18 settembre 2009 | Spacewatch              |
| 356219 -       | 2009 SJ121               | 18 settembre 2009 | Spacewatch              |
| 356220 -       | 2009 SM123               | 5 settembre 2008  | Spacewatch              |
| 356221 -       | 2009 SF178               | 20 settembre 2009 | Spacewatch              |
| 356222 -       | 2009 SF194               | 29 luglio 2008    | Mt. Lemmon Survey       |
| 356223 -       | 2009 SH197               | 18 settembre 2009 | Spacewatch              |
| 356224 -       | 2009 SW199               | 22 settembre 2009 | Spacewatch              |
| 356225 -       | 2009 SY208               | 15 settembre 2009 | Spacewatch              |
| 356226 -       | 2009 SF246               | 17 settembre 2009 | Spacewatch              |
| 356227 -       | 2009 SE248               | 22 settembre 2009 | Spacewatch              |
| 356228 -       | 2009 SJ248               | 23 settembre 2009 | Spacewatch              |
| 356229 -       | 2009 SW273               | 25 settembre 2009 | Spacewatch              |
| 356230 -       | 2009 SK277               | 25 settembre 2009 | Spacewatch              |
| 356231 -       | 2009 SS293               | 19 settembre 2009 | Spacewatch              |
| 356232 -       | 2009 SZ297               | 17 settembre 2009 | Spacewatch              |
| 356233 -       | 2009 SG299               | 12 febbraio 2002  | Spacewatch              |
| 356234 -       | 2009 SA300               | 17 settembre 2009 | Spacewatch              |
| 356235 -       | 2009 SJ317               | 19 settembre 2009 | Spacewatch              |
| 356236 -       | 2009 ST323               | 23 settembre 2009 | Mt. Lemmon Survey       |
| 356237 -       | 2009 SA328               | 18 settembre 2009 | Spacewatch              |
| 356238 -       | 2009 SY353               | 17 settembre 2009 | Mt. Lemmon Survey       |
| 356239 -       | 2009 SA354               | 17 novembre 1998  | Spacewatch              |
| 356240 -       | 2009 SB354               | 28 settembre 2009 | Mt. Lemmon Survey       |
| 356241 -       | 2009 SS354               | 17 settembre 2009 | Spacewatch              |
| 356242 -       | 2009 SU354               | 26 settembre 2009 | Spacewatch              |
| 356243 -       | 2009 SE355               | 23 settembre 2009 | Mt. Lemmon Survey       |
| 356244 -       | 2009 SL357               | 22 settembre 2009 | Spacewatch              |
| 356245 -       | 2009 TR15                | 1º ottobre 2009   | Mt. Lemmon Survey       |
| 356246 -       | 2009 TE25                | 14 ottobre 2009   | CSS                     |
| 356247 -       | 2009 UP7                 | 16 ottobre 2009   | Mt. Lemmon Survey       |
| 356248 -       | 2009 UO12                | 17 agosto 2009    | Spacewatch              |
| 356249 -       | 2009 UT48                | 15 settembre 2009 | Spacewatch              |
| 356250 -       | 2009 UB49                | 5 aprile 2003     | Spacewatch              |
| 356251 -       | 2009 UZ50                | 22 settembre 2009 | Spacewatch              |
| 356252 -       | 2009 UT53                | 23 ottobre 2009   | Mt. Lemmon Survey       |
| 356253 -       | 2009 UK77                | 21 ottobre 2009   | Mt. Lemmon Survey       |
| 356254 -       | 2009 US78                | 15 novembre 1998  | Spacewatch              |
| 356255 -       | 2009 UP120               | 22 settembre 2009 | Spacewatch              |
| 356256 -       | 2009 UK130               | 20 settembre 2009 | CSS                     |
| 356257 -       | 2009 UL140               | 23 ottobre 2009   | Mt. Lemmon Survey       |
| 356258 -       | 2009 UN147               | 16 ottobre 2009   | Mt. Lemmon Survey       |
| 356259 -       | 2009 UV148               | 16 ottobre 2009   | Mt. Lemmon Survey       |
| 356260 -       | 2009 US153               | 21 ottobre 2009   | Siding Spring Survey    |
| 356261 -       | 2009 VB3                 | 8 novembre 2009   | Tzec Maun               |
| 356262 -       | 2009 VL15                | 12 settembre 2007 | Mt. Lemmon Survey       |
| 356263 -       | 2009 VO21                | 25 ottobre 2009   | Spacewatch              |
| 356264 -       | 2009 VE25                | 2 ottobre 2009    | Mt. Lemmon Survey       |
| 356265 -       | 2009 VQ26                | 8 novembre 2009   | Spacewatch              |
| 356266 -       | 2009 VY45                | 9 novembre 2009   | Spacewatch              |
| 356267 -       | 2009 VS72                | 15 novembre 2009  | LINEAR                  |
| 356268 -       | 2009 WW2                 | 26 ottobre 2009   | Spacewatch              |
| 356269 -       | 2009 WR18                | 17 novembre 2009  | Mt. Lemmon Survey       |
| 356270 -       | 2009 WJ107               | 17 novembre 2009  | Mt. Lemmon Survey       |
| 356271 -       | 2009 WN113               | 18 novembre 2009  | Mt. Lemmon Survey       |
| 356272 -       | 2009 WJ135               | 8 ottobre 2008    | Mt. Lemmon Survey       |
| 356273 -       | 2009 WL152               | 19 novembre 2009  | Mt. Lemmon Survey       |
| 356274 -       | 2009 YC7                 | 16 dicembre 2009  | Sposetti, S.            |
| 356275 -       | 2010 AU92                | 8 gennaio 2010    | WISE                    |
| 356276 -       | 2010 AJ107               | 7 settembre 2008  | Mt. Lemmon Survey       |
| 356277 -       | 2010 BL5                 | 4 gennaio 2001    | NEAT                    |
| 356278 -       | 2010 BG28                | 18 gennaio 2010   | WISE                    |
| 356279 -       | 2010 BD41                | 23 agosto 2007    | Spacewatch              |
| 356280 -       | 2010 BK89                | 31 agosto 2007    | Sarneczky, K., Kiss, L. |
| 356281 -       | 2010 CO107               | 14 febbraio 2010  | Spacewatch              |
| 356282 -       | 2010 CB170               | 10 febbraio 2010  | Spacewatch              |
| 356283 -       | 2010 CY217               | 3 febbraio 2006   | Mt. Lemmon Survey       |
| 356284 -       | 2010 CH242               | 23 settembre 2008 | Mt. Lemmon Survey       |
| 356285 -       | 2010 DE                  | 16 febbraio 2010  | Mt. Lemmon Survey       |
| 356286 -       | 2010 DO26                | 20 febbraio 2010  | WISE                    |
| 356287 -       | 2010 DG43                | 17 febbraio 2010  | Spacewatch              |
| 356288 -       | 2010 DP75                | 17 febbraio 2010  | Spacewatch              |
| 356289 -       | 2010 EU37                | 12 marzo 2010     | Mt. Lemmon Survey       |
| 356290 -       | 2010 EL70                | 12 marzo 2010     | Spacewatch              |
| 356291 -       | 2010 ET98                | 14 marzo 2010     | Spacewatch              |
| 356292 -       | 2010 EJ123               | 15 marzo 2010     | Spacewatch              |
| 356293 -       | 2010 EH125               | 13 settembre 2004 | LONEOS                  |
| 356294 -       | 2010 EQ128               | 12 marzo 2010     | Spacewatch              |
| 356295 -       | 2010 EW137               | 13 marzo 2010     | Spacewatch              |
| 356296 -       | 2010 FQ13                | 5 marzo 1997      | Spacewatch              |
| 356297 -       | 2010 FY20                | 6 settembre 2004  | Siding Spring Survey    |
| 356298 -       | 2010 FT47                | 22 marzo 2010     | ESA OGS                 |
| 356299 -       | 2010 FN88                | 16 marzo 2010     | Spacewatch              |
| 356300 -       | 2010 GF27                | 5 aprile 2010     | Spacewatch              |

## 356301-356400
| Nome     | Designazione provvisoria | Data di scoperta  | Scopritore               |
| -------- | ------------------------ | ----------------- | ------------------------ |
| 356301 - | 2010 GH27                | 5 aprile 2010     | Spacewatch               |
| 356302 - | 2010 GB28                | 6 aprile 2010     | Spacewatch               |
| 356303 - | 2010 GL72                | 13 aprile 2010    | WISE                     |
| 356304 - | 2010 GH100               | 26 marzo 1995     | Spacewatch               |
| 356305 - | 2010 GS109               | 9 aprile 2010     | Spacewatch               |
| 356306 - | 2010 GQ116               | 3 febbraio 2006   | LONEOS                   |
| 356307 - | 2010 GO124               | 12 novembre 2001  | Sloan Digital Sky Survey |
| 356308 - | 2010 GW144               | 26 marzo 2003     | Spacewatch               |
| 356309 - | 2010 GD158               | 13 aprile 2010    | Mt. Lemmon Survey        |
| 356310 - | 2010 GD161               | 7 aprile 2010     | Spacewatch               |
| 356311 - | 2010 GF161               | 28 ottobre 2008   | Spacewatch               |
| 356312 - | 2010 HY54                | 25 aprile 2010    | WISE                     |
| 356313 - | 2010 HB73                | 27 aprile 2010    | WISE                     |
| 356314 - | 2010 HR77                | 1º ottobre 2008   | Spacewatch               |
| 356315 - | 2010 HY78                | 26 aprile 2010    | Mt. Lemmon Survey        |
| 356316 - | 2010 HV79                | 23 gennaio 2006   | Spacewatch               |
| 356317 - | 2010 HW103               | 26 aprile 2010    | Mt. Lemmon Survey        |
| 356318 - | 2010 HT104               | 20 aprile 2010    | Siding Spring Survey     |
| 356319 - | 2010 HW105               | 20 aprile 2010    | Spacewatch               |
| 356320 - | 2010 JK8                 | 1º maggio 2010    | WISE                     |
| 356321 - | 2010 JZ37                | 3 maggio 2010     | Spacewatch               |
| 356322 - | 2010 JD45                | 20 novembre 2008  | Mt. Lemmon Survey        |
| 356323 - | 2010 JJ45                | 7 maggio 2010     | Spacewatch               |
| 356324 - | 2010 JZ58                | 7 maggio 2010     | WISE                     |
| 356325 - | 2010 JK64                | 24 aprile 2009    | Spacewatch               |
| 356326 - | 2010 JG72                | 23 gennaio 2006   | Spacewatch               |
| 356327 - | 2010 JV73                | 8 maggio 2010     | Mt. Lemmon Survey        |
| 356328 - | 2010 JL75                | 3 maggio 2010     | Spacewatch               |
| 356329 - | 2010 JM75                | 23 gennaio 2006   | Spacewatch               |
| 356330 - | 2010 JU94                | 10 maggio 2010    | WISE                     |
| 356331 - | 2010 JU99                | 11 maggio 2010    | WISE                     |
| 356332 - | 2010 JV131               | 13 maggio 2010    | WISE                     |
| 356333 - | 2010 JS147               | 11 maggio 2010    | Spacewatch               |
| 356334 - | 2010 JV151               | 7 dicembre 2005   | Spacewatch               |
| 356335 - | 2010 JZ172               | 21 marzo 1999     | Sloan Digital Sky Survey |
| 356336 - | 2010 KK38                | 17 maggio 2010    | Spacewatch               |
| 356337 - | 2010 KA62                | 22 maggio 2010    | Siding Spring Survey     |
| 356338 - | 2010 KO77                | 25 maggio 2010    | WISE                     |
| 356339 - | 2010 KT96                | 28 maggio 2010    | WISE                     |
| 356340 - | 2010 KS102               | 28 maggio 2010    | WISE                     |
| 356341 - | 2010 KL111               | 30 maggio 2010    | WISE                     |
| 356342 - | 2010 KX117               | 19 maggio 2010    | Mt. Lemmon Survey        |
| 356343 - | 2010 KP122               | 14 dicembre 2001  | LINEAR                   |
| 356344 - | 2010 KN125               | 31 maggio 2010    | WISE                     |
| 356345 - | 2010 LU2                 | 1º giugno 2010    | WISE                     |
| 356346 - | 2010 LN4                 | 1º giugno 2010    | WISE                     |
| 356347 - | 2010 LF31                | 23 ottobre 2005   | CSS                      |
| 356348 - | 2010 LP34                | 3 giugno 2010     | Spacewatch               |
| 356349 - | 2010 LG60                | 9 giugno 2010     | WISE                     |
| 356350 - | 2010 LX61                | 5 giugno 2010     | Spacewatch               |
| 356351 - | 2010 LO63                | 3 aprile 2006     | CSS                      |
| 356352 - | 2010 LV68                | 9 giugno 2010     | WISE                     |
| 356353 - | 2010 LJ88                | 12 giugno 2010    | WISE                     |
| 356354 - | 2010 LV90                | 12 giugno 2010    | WISE                     |
| 356355 - | 2010 LW101               | 13 giugno 2010    | WISE                     |
| 356356 - | 2010 LZ102               | 13 giugno 2010    | WISE                     |
| 356357 - | 2010 LO103               | 13 giugno 2010    | WISE                     |
| 356358 - | 2010 LJ119               | 14 giugno 2010    | WISE                     |
| 356359 - | 2010 LZ121               | 14 giugno 2010    | WISE                     |
| 356360 - | 2010 LF125               | 15 giugno 2010    | WISE                     |
| 356361 - | 2010 LO128               | 16 giugno 2004    | Spacewatch               |
| 356362 - | 2010 LZ129               | 24 marzo 2003     | Spacewatch               |
| 356363 - | 2010 ME18                | 17 giugno 2010    | WISE                     |
| 356364 - | 2010 MD58                | 24 giugno 2010    | WISE                     |
| 356365 - | 2010 MP63                | 24 giugno 2010    | WISE                     |
| 356366 - | 2010 MB68                | 25 giugno 2010    | WISE                     |
| 356367 - | 2010 MQ79                | 26 giugno 2010    | WISE                     |
| 356368 - | 2010 MR84                | 27 giugno 2010    | WISE                     |
| 356369 - | 2010 MU89                | 27 giugno 2010    | WISE                     |
| 356370 - | 2010 MJ90                | 10 settembre 2004 | Spacewatch               |
| 356371 - | 2010 MC99                | 24 marzo 2003     | Spacewatch               |
| 356372 - | 2010 NR4                 | 5 luglio 2010     | Spacewatch               |
| 356373 - | 2010 NF5                 | 6 luglio 2010     | Mt. Lemmon Survey        |
| 356374 - | 2010 NR5                 | 4 luglio 2010     | Spacewatch               |
| 356375 - | 2010 NB32                | 7 luglio 2010     | WISE                     |
| 356376 - | 2010 NW78                | 15 luglio 2010    | WISE                     |
| 356377 - | 2010 NZ81                | 28 agosto 2005    | Tucker, R. A.            |
| 356378 - | 2010 NX113               | 13 luglio 2010    | WISE                     |
| 356379 - | 2010 OW4                 | 16 luglio 2010    | WISE                     |
| 356380 - | 2010 OP19                | 17 giugno 2004    | Siding Spring Survey     |
| 356381 - | 2010 OL20                | 15 settembre 1993 | Spacewatch               |
| 356382 - | 2010 ON28                | 27 gennaio 2007   | Spacewatch               |
| 356383 - | 2010 OY39                | 21 febbraio 2001  | Sloan Digital Sky Survey |
| 356384 - | 2010 OX40                | 21 agosto 2004    | Siding Spring Survey     |
| 356385 - | 2010 OJ49                | 11 ottobre 2004   | Spacewatch               |
| 356386 - | 2010 OK49                | 24 giugno 2004    | Meech, K. J.             |
| 356387 - | 2010 OF100               | 20 luglio 2010    | Modra                    |
| 356388 - | 2010 PX22                | 25 luglio 2003    | Polishook, D.            |
| 356389 - | 2010 PW33                | 4 ottobre 2004    | Spacewatch               |
| 356390 - | 2010 PB58                | 14 settembre 2006 | Spacewatch               |
| 356391 - | 2010 PF59                | 19 agosto 2006    | NEAT                     |
| 356392 - | 2010 PX79                | 28 febbraio 2008  | Spacewatch               |
| 356393 - | 2010 PC81                | 13 dicembre 2006  | Spacewatch               |
| 356394 - | 2010 QD2                 | 21 agosto 2010    | WISE                     |
| 356395 - | 2010 RH12                | 31 luglio 2001    | NEAT                     |
| 356396 - | 2010 RM48                | 6 ottobre 1999    | LINEAR                   |
| 356397 - | 2010 RL78                | 1º settembre 2010 | Mt. Lemmon Survey        |
| 356398 - | 2010 RO97                | 22 gennaio 2002   | Spacewatch               |
| 356399 - | 2010 RY99                | 16 agosto 2001    | LINEAR                   |
| 356400 - | 2010 RU111               | 26 settembre 2005 | Spacewatch               |

## 356401-356500
| Nome     | Designazione provvisoria | Data di scoperta  | Scopritore               |
| -------- | ------------------------ | ----------------- | ------------------------ |
| 356401 - | 2010 RR114               | 6 ottobre 2005    | Spacewatch               |
| 356402 - | 2010 RD128               | 10 febbraio 2008  | Spacewatch               |
| 356403 - | 2010 RW162               | 2 ottobre 2006    | Mt. Lemmon Survey        |
| 356404 - | 2010 RQ169               | 1º febbraio 2003  | Spacewatch               |
| 356405 - | 2010 RG180               | 13 settembre 2004 | LONEOS                   |
| 356406 - | 2010 SG8                 | 31 marzo 2004     | Spacewatch               |
| 356407 - | 2010 SY17                | 10 ottobre 2005   | Spacewatch               |
| 356408 - | 2010 SC36                | 30 settembre 2010 | CSS                      |
| 356409 - | 2010 TM2                 | 7 aprile 2008     | Mt. Lemmon Survey        |
| 356410 - | 2010 TQ49                | 26 gennaio 2006   | Mt. Lemmon Survey        |
| 356411 - | 2010 TK70                | 5 marzo 2008      | Spacewatch               |
| 356412 - | 2010 TN98                | 22 luglio 2004    | Veillet, C.              |
| 356413 - | 2010 TD100               | 7 aprile 2003     | Spacewatch               |
| 356414 - | 2010 TK108               | 10 gennaio 2008   | Mt. Lemmon Survey        |
| 356415 - | 2010 TJ158               | 7 settembre 2004  | Spacewatch               |
| 356416 - | 2010 TM173               | 12 febbraio 2008  | Mt. Lemmon Survey        |
| 356417 - | 2010 UG31                | 26 settembre 2009 | Spacewatch               |
| 356418 - | 2010 UT48                | 17 settembre 2009 | Spacewatch               |
| 356419 - | 2010 UL76                | 30 ottobre 2010   | Spacewatch               |
| 356420 - | 2010 UU106               | 23 gennaio 2004   | LINEAR                   |
| 356421 - | 2010 VC13                | 10 maggio 2005    | Buie, M. W.              |
| 356422 - | 2010 VO24                | 15 novembre 1998  | Spacewatch               |
| 356423 - | 2010 VG61                | 15 settembre 2009 | Spacewatch               |
| 356424 - | 2010 VP109               | 25 settembre 2009 | Spacewatch               |
| 356425 - | 2010 VS119               | 22 agosto 2007    | Spacewatch               |
| 356426 - | 2010 VB122               | 13 febbraio 2002  | Sloan Digital Sky Survey |
| 356427 - | 2010 VJ122               | 11 ottobre 2010   | Mt. Lemmon Survey        |
| 356428 - | 2010 VH153               | 7 novembre 2010   | LINEAR                   |
| 356429 - | 2010 VB176               | 16 febbraio 2001  | Spacewatch               |
| 356430 - | 2010 VM178               | 16 settembre 2009 | Spacewatch               |
| 356431 - | 2010 VN179               | 16 ottobre 2009   | Mt. Lemmon Survey        |
| 356432 - | 2010 VW192               | 13 gennaio 2000   | Spacewatch               |
| 356433 - | 2010 VW202               | 11 ottobre 2010   | Mt. Lemmon Survey        |
| 356434 - | 2010 VO204               | 30 ottobre 1999   | Spacewatch               |
| 356435 - | 2010 WP3                 | 15 settembre 2009 | Spacewatch               |
| 356436 - | 2010 WA5                 | 4 aprile 2003     | Spacewatch               |
| 356437 - | 2010 WK11                | 29 luglio 2008    | Spacewatch               |
| 356438 - | 2010 WJ21                | 21 settembre 2008 | Mt. Lemmon Survey        |
| 356439 - | 2010 WH46                | 5 settembre 2008  | Spacewatch               |
| 356440 - | 2010 WV68                | 27 ottobre 2009   | Mt. Lemmon Survey        |
| 356441 - | 2010 XX7                 | 17 settembre 2009 | Spacewatch               |
| 356442 - | 2010 XR24                | 30 novembre 2000  | Sloan Digital Sky Survey |
| 356443 - | 2010 XR32                | 29 ottobre 2010   | Mt. Lemmon Survey        |
| 356444 - | 2010 XK35                | 28 ottobre 2010   | Mt. Lemmon Survey        |
| 356445 - | 2010 XD45                | 6 giugno 2005     | Spacewatch               |
| 356446 - | 2010 XD74                | 17 giugno 2005    | Mt. Lemmon Survey        |
| 356447 - | 2010 XW75                | 2 novembre 2010   | Spacewatch               |
| 356448 - | 2010 XU78                | 10 settembre 2007 | Spacewatch               |
| 356449 - | 2010 XO79                | 8 novembre 2010   | Mt. Lemmon Survey        |
| 356450 - | 2010 XF85                | 11 giugno 2007    | Balam, D. D.             |
| 356451 - | 2011 GP27                | 19 luglio 2007    | Mt. Lemmon Survey        |
| 356452 - | 2011 LK13                | 22 agosto 2006    | NEAT                     |
| 356453 - | 2011 LT26                | 27 dicembre 2005  | Spacewatch               |
| 356454 - | 2011 NM                  | 12 novembre 2001  | LINEAR                   |
| 356455 - | 2011 OE4                 | 3 giugno 2011     | Mt. Lemmon Survey        |
| 356456 - | 2011 OT16                | 8 febbraio 2002   | NEAT                     |
| 356457 - | 2011 OA17                | 14 dicembre 2003  | Spacewatch               |
| 356458 - | 2011 OL18                | 5 marzo 2002      | Spacewatch               |
| 356459 - | 2011 PU13                | 13 settembre 2007 | Mt. Lemmon Survey        |
| 356460 - | 2011 QC1                 | 19 giugno 2007    | Spacewatch               |
| 356461 - | 2011 QK2                 | 24 ottobre 2008   | CSS                      |
| 356462 - | 2011 QY8                 | 5 marzo 2006      | Spacewatch               |
| 356463 - | 2011 QU22                | 6 agosto 2007     | Lulin                    |
| 356464 - | 2011 QF25                | 19 ottobre 2007   | Mt. Lemmon Survey        |
| 356465 - | 2011 QB34                | 1º gennaio 2008   | Mt. Lemmon Survey        |
| 356466 - | 2011 QG37                | 22 ottobre 2008   | Spacewatch               |
| 356467 - | 2011 QT38                | 30 dicembre 2008  | Mt. Lemmon Survey        |
| 356468 - | 2011 QM40                | 3 luglio 2011     | Mt. Lemmon Survey        |
| 356469 - | 2011 QZ40                | 18 febbraio 2010  | Mt. Lemmon Survey        |
| 356470 - | 2011 QU46                | 13 gennaio 2008   | Jarnac                   |
| 356471 - | 2011 QU59                | 4 dicembre 2008   | Mt. Lemmon Survey        |
| 356472 - | 2011 QT61                | 3 novembre 2004   | Spacewatch               |
| 356473 - | 2011 QO62                | 23 gennaio 2006   | Mt. Lemmon Survey        |
| 356474 - | 2011 QG63                | 18 febbraio 2010  | Mt. Lemmon Survey        |
| 356475 - | 2011 QE64                | 23 agosto 2007    | Spacewatch               |
| 356476 - | 2011 QL67                | 2 gennaio 2009    | Mt. Lemmon Survey        |
| 356477 - | 2011 QZ67                | 11 giugno 2011    | Mt. Lemmon Survey        |
| 356478 - | 2011 QT72                | 13 febbraio 2010  | Mt. Lemmon Survey        |
| 356479 - | 2011 QQ76                | 8 febbraio 2002   | Spacewatch               |
| 356480 - | 2011 QT91                | 2 aprile 2006     | Spacewatch               |
| 356481 - | 2011 QG96                | 9 febbraio 2005   | Spacewatch               |
| 356482 - | 2011 RT1                 | 10 settembre 2007 | Mt. Lemmon Survey        |
| 356483 - | 2011 RB2                 | 16 ottobre 2006   | CSS                      |
| 356484 - | 2011 RL9                 | 22 giugno 2007    | Mt. Lemmon Survey        |
| 356485 - | 2011 RQ9                 | 19 aprile 2006    | Mt. Lemmon Survey        |
| 356486 - | 2011 RW11                | 21 settembre 2000 | Spacewatch               |
| 356487 - | 2011 RJ16                | 25 novembre 2005  | Spacewatch               |
| 356488 - | 2011 RQ18                | 11 marzo 2002     | NEAT                     |
| 356489 - | 2011 RS19                | 2 giugno 2003     | Spacewatch               |
| 356490 - | 2011 RU19                | 10 settembre 2002 | NEAT                     |
| 356491 - | 2011 SB1                 | 2 maggio 2006     | Mt. Lemmon Survey        |
| 356492 - | 2011 SF1                 | 23 marzo 2006     | Spacewatch               |
| 356493 - | 2011 SY10                | 13 dicembre 2007  | LINEAR                   |
| 356494 - | 2011 SA13                | 1º ottobre 2000   | LINEAR                   |
| 356495 - | 2011 SE22                | 3 luglio 2005     | Mt. Lemmon Survey        |
| 356496 - | 2011 SW23                | 18 luglio 2006    | Siding Spring Survey     |
| 356497 - | 2011 SL27                | 13 marzo 2007     | Mt. Lemmon Survey        |
| 356498 - | 2011 SE28                | 25 ottobre 2008   | LINEAR                   |
| 356499 - | 2011 SV28                | 4 ottobre 1997    | Spacewatch               |
| 356500 - | 2011 SO31                | 18 dicembre 2001  | LONEOS                   |

## 356501-356600
| Nome     | Designazione provvisoria | Data di scoperta  | Scopritore                                                |
| -------- | ------------------------ | ----------------- | --------------------------------------------------------- |
| 356501 - | 2011 SE35                | 25 febbraio 2006  | Spacewatch                                                |
| 356502 - | 2011 SS36                | 12 aprile 2005    | Mt. Lemmon Survey                                         |
| 356503 - | 2011 SH38                | 18 ottobre 2006   | Spacewatch                                                |
| 356504 - | 2011 SA39                | 11 settembre 2007 | Mt. Lemmon Survey                                         |
| 356505 - | 2011 SZ39                | 19 novembre 2006  | Spacewatch                                                |
| 356506 - | 2011 SP42                | 16 marzo 2005     | Spacewatch                                                |
| 356507 - | 2011 SM48                | 29 settembre 2008 | Mt. Lemmon Survey                                         |
| 356508 - | 2011 SA49                | 17 febbraio 2004  | LINEAR                                                    |
| 356509 - | 2011 SM51                | 20 febbraio 2009  | Spacewatch                                                |
| 356510 - | 2011 SO52                | 13 gennaio 2008   | Spacewatch                                                |
| 356511 - | 2011 SM56                | 11 settembre 2007 | Mt. Lemmon Survey                                         |
| 356512 - | 2011 ST60                | 7 luglio 2007     | Broughton, J.                                             |
| 356513 - | 2011 SE68                | 3 luglio 2011     | Mt. Lemmon Survey                                         |
| 356514 - | 2011 SC71                | 17 novembre 2007  | Spacewatch                                                |
| 356515 - | 2011 SJ71                | 2 febbraio 2006   | Spacewatch                                                |
| 356516 - | 2011 ST83                | 20 ottobre 2007   | Spacewatch                                                |
| 356517 - | 2011 SX84                | 6 aprile 2005     | Spacewatch                                                |
| 356518 - | 2011 SY84                | 11 aprile 2005    | Mt. Lemmon Survey                                         |
| 356519 - | 2011 SC87                | 3 ottobre 2000    | LINEAR                                                    |
| 356520 - | 2011 SV87                | 26 agosto 1998    | LONEOS                                                    |
| 356521 - | 2011 SV89                | 17 marzo 2005     | Mt. Lemmon Survey                                         |
| 356522 - | 2011 SH90                | 20 marzo 1999     | Sloan Digital Sky Survey                                  |
| 356523 - | 2011 SQ90                | 27 febbraio 2009  | Spacewatch                                                |
| 356524 - | 2011 SK91                | 17 dicembre 2007  | Spacewatch                                                |
| 356525 - | 2011 SE92                | 2 novembre 2007   | Spacewatch                                                |
| 356526 - | 2011 SR102               | 7 ottobre 1977    | van Houten, C. J., van Houten-Groeneveld, I., Gehrels, T. |
| 356527 - | 2011 SH104               | 29 gennaio 2009   | Mt. Lemmon Survey                                         |
| 356528 - | 2011 SZ104               | 10 novembre 2006  | Spacewatch                                                |
| 356529 - | 2011 SA107               | 25 ottobre 2000   | LINEAR                                                    |
| 356530 - | 2011 SX111               | 8 ottobre 2007    | CSS                                                       |
| 356531 - | 2011 SJ112               | 21 luglio 2007    | Lulin                                                     |
| 356532 - | 2011 SD115               | 28 febbraio 2006  | Mt. Lemmon Survey                                         |
| 356533 - | 2011 SP125               | 19 novembre 2003  | Spacewatch                                                |
| 356534 - | 2011 SR131               | 22 settembre 2004 | Spacewatch                                                |
| 356535 - | 2011 SS132               | 5 aprile 2000     | Spacewatch                                                |
| 356536 - | 2011 SH134               | 29 dicembre 2008  | Mt. Lemmon Survey                                         |
| 356537 - | 2011 SS134               | 30 ottobre 2007   | Spacewatch                                                |
| 356538 - | 2011 SZ147               | 10 marzo 2008     | Spacewatch                                                |
| 356539 - | 2011 SM152               | 5 dicembre 2007   | Spacewatch                                                |
| 356540 - | 2011 SO158               | 4 ottobre 2002    | LINEAR                                                    |
| 356541 - | 2011 SL165               | 31 marzo 2009     | Spacewatch                                                |
| 356542 - | 2011 SO165               | 20 settembre 2001 | LINEAR                                                    |
| 356543 - | 2011 SZ166               | 16 ottobre 1998   | Spacewatch                                                |
| 356544 - | 2011 SV174               | 13 ottobre 2004   | Spacewatch                                                |
| 356545 - | 2011 SZ174               | 2 novembre 2006   | Mt. Lemmon Survey                                         |
| 356546 - | 2011 SV176               | 2 novembre 2007   | Spacewatch                                                |
| 356547 - | 2011 SM178               | 17 agosto 2006    | NEAT                                                      |
| 356548 - | 2011 ST178               | 5 ottobre 2004    | Spacewatch                                                |
| 356549 - | 2011 SC179               | 13 settembre 2002 | NEAT                                                      |
| 356550 - | 2011 ST182               | 12 marzo 2010     | Spacewatch                                                |
| 356551 - | 2011 SB186               | 29 agosto 2006    | Spacewatch                                                |
| 356552 - | 2011 SZ188               | 7 febbraio 2002   | NEAT                                                      |
| 356553 - | 2011 SW189               | 2 ottobre 1997    | Spacewatch                                                |
| 356554 - | 2011 SP190               | 12 ottobre 2007   | Mt. Lemmon Survey                                         |
| 356555 - | 2011 SC194               | 20 febbraio 2009  | Spacewatch                                                |
| 356556 - | 2011 SE194               | 15 settembre 2007 | Mt. Lemmon Survey                                         |
| 356557 - | 2011 SJ194               | 5 agosto 2005     | NEAT                                                      |
| 356558 - | 2011 SR201               | 24 febbraio 2006  | Spacewatch                                                |
| 356559 - | 2011 SE204               | 15 dicembre 2007  | Spacewatch                                                |
| 356560 - | 2011 SK204               | 24 agosto 2000    | LINEAR                                                    |
| 356561 - | 2011 SR204               | 14 aprile 2002    | Spacewatch                                                |
| 356562 - | 2011 SA205               | 2 aprile 2006     | CSS                                                       |
| 356563 - | 2011 SW206               | 29 settembre 2003 | LONEOS                                                    |
| 356564 - | 2011 SX207               | 10 agosto 2007    | Spacewatch                                                |
| 356565 - | 2011 SG208               | 23 settembre 2000 | LINEAR                                                    |
| 356566 - | 2011 SR209               | 8 ottobre 2007    | CSS                                                       |
| 356567 - | 2011 SW218               | 17 aprile 2001    | LONEOS                                                    |
| 356568 - | 2011 SC219               | 10 ottobre 2007   | Mt. Lemmon Survey                                         |
| 356569 - | 2011 SN223               | 20 novembre 2007  | CSS                                                       |
| 356570 - | 2011 SK224               | 22 marzo 1996     | Spacewatch                                                |
| 356571 - | 2011 SV233               | 11 ottobre 2002   | Spacewatch                                                |
| 356572 - | 2011 SE234               | 25 gennaio 2009   | Spacewatch                                                |
| 356573 - | 2011 SU244               | 15 novembre 2007  | LONEOS                                                    |
| 356574 - | 2011 SJ245               | 17 dicembre 2003  | Spacewatch                                                |
| 356575 - | 2011 SL245               | 7 agosto 2005     | Siding Spring Survey                                      |
| 356576 - | 2011 SJ246               | 31 agosto 2005    | Spacewatch                                                |
| 356577 - | 2011 SB248               | 7 novembre 2007   | Spacewatch                                                |
| 356578 - | 2011 SY249               | 20 febbraio 2009  | Spacewatch                                                |
| 356579 - | 2011 SL251               | 2 ottobre 2000    | LONEOS                                                    |
| 356580 - | 2011 SO252               | 10 aprile 2005    | Spacewatch                                                |
| 356581 - | 2011 SE255               | 23 novembre 2003  | LONEOS                                                    |
| 356582 - | 2011 SN255               | 21 ottobre 2003   | Spacewatch                                                |
| 356583 - | 2011 SV256               | 2 ottobre 2006    | Mt. Lemmon Survey                                         |
| 356584 - | 2011 SF257               | 13 ottobre 1999   | Sloan Digital Sky Survey                                  |
| 356585 - | 2011 SZ257               | 16 ottobre 2006   | Mt. Lemmon Survey                                         |
| 356586 - | 2011 SS258               | 28 settembre 2006 | Spacewatch                                                |
| 356587 - | 2011 ST258               | 16 dicembre 2007  | Mt. Lemmon Survey                                         |
| 356588 - | 2011 SZ258               | 1º aprile 2003    | Sloan Digital Sky Survey                                  |
| 356589 - | 2011 SA259               | 24 settembre 2006 | LONEOS                                                    |
| 356590 - | 2011 SZ271               | 31 gennaio 2006   | Spacewatch                                                |
| 356591 - | 2011 SB272               | 8 maggio 1997     | Spacewatch                                                |
| 356592 - | 2011 SN274               | 27 agosto 2005    | NEAT                                                      |
| 356593 - | 2011 SC276               | 18 ottobre 1995   | Spacewatch                                                |
| 356594 - | 2011 TA1                 | 19 gennaio 2004   | Spacewatch                                                |
| 356595 - | 2011 TE1                 | 30 settembre 2005 | LONEOS                                                    |
| 356596 - | 2011 TJ1                 | 30 gennaio 2009   | Mt. Lemmon Survey                                         |
| 356597 - | 2011 TS1                 | 10 settembre 2007 | Spacewatch                                                |
| 356598 - | 2011 TQ2                 | 19 agosto 2006    | Spacewatch                                                |
| 356599 - | 2011 TZ2                 | 19 gennaio 2004   | Spacewatch                                                |
| 356600 - | 2011 TR7                 | 27 agosto 2006    | Spacewatch                                                |

## 356601-356700
| Nome     | Designazione provvisoria | Data di scoperta  | Scopritore               |
| -------- | ------------------------ | ----------------- | ------------------------ |
| 356601 - | 2011 TG10                | 27 agosto 2005    | NEAT                     |
| 356602 - | 2011 TC12                | 24 agosto 2007    | Spacewatch               |
| 356603 - | 2011 TF12                | 25 aprile 2000    | Spacewatch               |
| 356604 - | 2011 TR12                | 7 febbraio 2008   | Mt. Lemmon Survey        |
| 356605 - | 2011 TU12                | 24 settembre 2000 | LINEAR                   |
| 356606 - | 2011 TV12                | 6 agosto 2005     | NEAT                     |
| 356607 - | 2011 TM16                | 12 marzo 2004     | NEAT                     |
| 356608 - | 2011 UQ                  | 12 gennaio 2008   | Spacewatch               |
| 356609 - | 2011 UY1                 | 16 dicembre 2007  | Mt. Lemmon Survey        |
| 356610 - | 2011 UV2                 | 10 aprile 2010    | WISE                     |
| 356611 - | 2011 UR3                 | 30 ottobre 2008   | Spacewatch               |
| 356612 - | 2011 UC6                 | 9 aprile 2003     | NEAT                     |
| 356613 - | 2011 UM8                 | 2 novembre 2007   | Mt. Lemmon Survey        |
| 356614 - | 2011 US12                | 20 marzo 1999     | ODAS                     |
| 356615 - | 2011 UC13                | 29 agosto 2006    | Spacewatch               |
| 356616 - | 2011 UN13                | 29 dicembre 2008  | Mt. Lemmon Survey        |
| 356617 - | 2011 UX13                | 6 agosto 2002     | NEAT                     |
| 356618 - | 2011 UT14                | 23 settembre 1997 | Spacewatch               |
| 356619 - | 2011 UT15                | 21 ottobre 2006   | Mt. Lemmon Survey        |
| 356620 - | 2011 UH17                | 30 agosto 2005    | Spacewatch               |
| 356621 - | 2011 UP17                | 21 ottobre 2003   | Spacewatch               |
| 356622 - | 2011 UQ17                | 11 febbraio 2004  | NEAT                     |
| 356623 - | 2011 US17                | 6 luglio 2002     | Spacewatch               |
| 356624 - | 2011 UV19                | 27 settembre 2006 | Mt. Lemmon Survey        |
| 356625 - | 2011 UF22                | 10 marzo 2005     | Mt. Lemmon Survey        |
| 356626 - | 2011 UH23                | 2 aprile 2009     | Mt. Lemmon Survey        |
| 356627 - | 2011 UF26                | 27 settembre 2006 | Spacewatch               |
| 356628 - | 2011 UP26                | 25 settembre 2006 | Spacewatch               |
| 356629 - | 2011 UZ28                | 28 febbraio 2008  | Mt. Lemmon Survey        |
| 356630 - | 2011 US32                | 23 settembre 2006 | San Marcello             |
| 356631 - | 2011 UH34                | 24 settembre 2006 | Spacewatch               |
| 356632 - | 2011 UB36                | 20 ottobre 2006   | Spacewatch               |
| 356633 - | 2011 UV37                | 9 luglio 2005     | Spacewatch               |
| 356634 - | 2011 UC38                | 7 febbraio 2008   | Mt. Lemmon Survey        |
| 356635 - | 2011 UO38                | 25 luglio 2006    | Mt. Lemmon Survey        |
| 356636 - | 2011 UM39                | 11 ottobre 2004   | Spacewatch               |
| 356637 - | 2011 UO39                | 29 giugno 2005    | Spacewatch               |
| 356638 - | 2011 UJ42                | 20 novembre 2003  | LINEAR                   |
| 356639 - | 2011 UB45                | 22 gennaio 2006   | Mt. Lemmon Survey        |
| 356640 - | 2011 UC45                | 29 novembre 1997  | Spacewatch               |
| 356641 - | 2011 UE45                | 6 luglio 2003     | Spacewatch               |
| 356642 - | 2011 UL48                | 15 marzo 2004     | Spacewatch               |
| 356643 - | 2011 UN48                | 21 agosto 2006    | Spacewatch               |
| 356644 - | 2011 UZ48                | 2 aprile 2005     | Spacewatch               |
| 356645 - | 2011 UF49                | 30 luglio 2005    | NEAT                     |
| 356646 - | 2011 UK53                | 7 giugno 2010     | WISE                     |
| 356647 - | 2011 UN53                | 6 novembre 2007   | Spacewatch               |
| 356648 - | 2011 UR56                | 18 agosto 2006    | Spacewatch               |
| 356649 - | 2011 UG61                | 9 dicembre 2006   | Spacewatch               |
| 356650 - | 2011 UH61                | 15 luglio 2004    | Siding Spring Survey     |
| 356651 - | 2011 UK61                | 2 giugno 2010     | WISE                     |
| 356652 - | 2011 UX61                | 31 ottobre 2006   | Mt. Lemmon Survey        |
| 356653 - | 2011 UF62                | 20 aprile 2006    | Spacewatch               |
| 356654 - | 2011 US65                | 28 settembre 2006 | Mt. Lemmon Survey        |
| 356655 - | 2011 UT65                | 26 marzo 1996     | Spacewatch               |
| 356656 - | 2011 UG67                | 14 settembre 2006 | NEAT                     |
| 356657 - | 2011 US67                | 24 novembre 2006  | Mt. Lemmon Survey        |
| 356658 - | 2011 UT71                | 4 ottobre 2002    | LINEAR                   |
| 356659 - | 2011 UO72                | 11 novembre 2007  | Mt. Lemmon Survey        |
| 356660 - | 2011 UR73                | 18 marzo 2009     | Spacewatch               |
| 356661 - | 2011 UY74                | 20 ottobre 2006   | NEAT                     |
| 356662 - | 2011 UW75                | 24 settembre 2005 | Spacewatch               |
| 356663 - | 2011 US76                | 18 settembre 2003 | Spacewatch               |
| 356664 - | 2011 UA77                | 27 agosto 2006    | Spacewatch               |
| 356665 - | 2011 UJ77                | 23 agosto 2007    | Spacewatch               |
| 356666 - | 2011 UN77                | 30 agosto 2005    | Spacewatch               |
| 356667 - | 2011 UY77                | 26 settembre 2006 | Spacewatch               |
| 356668 - | 2011 UO80                | 22 ottobre 2006   | Mt. Lemmon Survey        |
| 356669 - | 2011 UB82                | 14 settembre 2006 | Spacewatch               |
| 356670 - | 2011 UM82                | 1º ottobre 2005   | Spacewatch               |
| 356671 - | 2011 US84                | 19 maggio 2010    | WISE                     |
| 356672 - | 2011 UL86                | 17 settembre 2006 | Spacewatch               |
| 356673 - | 2011 UP87                | 13 dicembre 2006  | Spacewatch               |
| 356674 - | 2011 UQ87                | 3 febbraio 2008   | CSS                      |
| 356675 - | 2011 UZ89                | 1º ottobre 2005   | Spacewatch               |
| 356676 - | 2011 UA91                | 16 gennaio 2008   | Spacewatch               |
| 356677 - | 2011 UR93                | 4 aprile 2002     | NEAT                     |
| 356678 - | 2011 UB94                | 13 marzo 2005     | Spacewatch               |
| 356679 - | 2011 UW97                | 30 agosto 1998    | Spacewatch               |
| 356680 - | 2011 UD99                | 23 novembre 2006  | Spacewatch               |
| 356681 - | 2011 UN101               | 21 marzo 2004     | Spacewatch               |
| 356682 - | 2011 UL103               | 17 novembre 2006  | Mt. Lemmon Survey        |
| 356683 - | 2011 UL104               | 28 agosto 2006    | Spacewatch               |
| 356684 - | 2011 US107               | 5 giugno 2005     | Spacewatch               |
| 356685 - | 2011 UT111               | 23 ottobre 2011   | Stevens, B. L.           |
| 356686 - | 2011 UF113               | 15 aprile 2005    | Spacewatch               |
| 356687 - | 2011 UK117               | 9 febbraio 2008   | Mt. Lemmon Survey        |
| 356688 - | 2011 UB121               | 22 gennaio 2004   | LINEAR                   |
| 356689 - | 2011 UF123               | 19 aprile 2004    | Spacewatch               |
| 356690 - | 2011 UG123               | 24 febbraio 2009  | Spacewatch               |
| 356691 - | 2011 UR124               | 3 ottobre 2011    | PMO NEO Survey Program   |
| 356692 - | 2011 UF125               | 21 ottobre 1993   | Spacewatch               |
| 356693 - | 2011 UA128               | 28 novembre 2000  | Spacewatch               |
| 356694 - | 2011 UL134               | 18 settembre 2006 | CSS                      |
| 356695 - | 2011 UM136               | 12 febbraio 2000  | Sloan Digital Sky Survey |
| 356696 - | 2011 UL137               | 12 novembre 2006  | Mt. Lemmon Survey        |
| 356697 - | 2011 UW137               | 1º settembre 2005 | Spacewatch               |
| 356698 - | 2011 UM138               | 24 settembre 2005 | Spacewatch               |
| 356699 - | 2011 US138               | 29 agosto 2006    | CSS                      |
| 356700 - | 2011 UD140               | 18 novembre 2006  | Spacewatch               |

## 356701-356800
| Nome          | Designazione provvisoria | Data di scoperta  | Scopritore               |
| ------------- | ------------------------ | ----------------- | ------------------------ |
| 356701 -      | 2011 UM140               | 15 agosto 2002    | Spacewatch               |
| 356702 -      | 2011 UH141               | 1º novembre 2000  | LINEAR                   |
| 356703 -      | 2011 UV141               | 4 dicembre 2007   | Mt. Lemmon Survey        |
| 356704 -      | 2011 UF142               | 22 novembre 1998  | Spacewatch               |
| 356705 -      | 2011 UH143               | 19 aprile 2009    | Spacewatch               |
| 356706 -      | 2011 UZ143               | 19 gennaio 2008   | Mt. Lemmon Survey        |
| 356707 -      | 2011 UG149               | 27 giugno 2005    | Spacewatch               |
| 356708 -      | 2011 UQ149               | 26 marzo 2006     | Spacewatch               |
| 356709 -      | 2011 UC151               | 22 marzo 2006     | CSS                      |
| 356710 -      | 2011 UK153               | 16 settembre 2010 | Mt. Lemmon Survey        |
| 356711 -      | 2011 UH159               | 25 settembre 2000 | LONEOS                   |
| 356712 -      | 2011 UC160               | 29 novembre 2000  | LINEAR                   |
| 356713 -      | 2011 UK160               | 10 aprile 2003    | Spacewatch               |
| 356714 -      | 2011 UZ162               | 4 luglio 2005     | NEAT                     |
| 356715 -      | 2011 UY163               | 28 agosto 2005    | Spacewatch               |
| 356716 -      | 2011 UG164               | 1º aprile 2003    | Sloan Digital Sky Survey |
| 356717 -      | 2011 UO173               | 20 febbraio 2009  | Spacewatch               |
| 356718 -      | 2011 UN174               | 10 aprile 2003    | Spacewatch               |
| 356719 -      | 2011 UT175               | 7 gennaio 2006    | Mt. Lemmon Survey        |
| 356720 -      | 2011 UX175               | 12 settembre 2002 | NEAT                     |
| 356721 -      | 2011 UK176               | 12 marzo 2005     | Spacewatch               |
| 356722 -      | 2011 US176               | 5 dicembre 2002   | Spacewatch               |
| 356723 -      | 2011 UB178               | 28 agosto 2005    | Spacewatch               |
| 356724 -      | 2011 UT179               | 23 settembre 2005 | Spacewatch               |
| 356725 -      | 2011 UB181               | 13 dicembre 2006  | Spacewatch               |
| 356726 -      | 2011 UO181               | 1º novembre 2007  | Spacewatch               |
| 356727 -      | 2011 UW183               | 11 marzo 2005     | Spacewatch               |
| 356728 -      | 2011 UP185               | 10 febbraio 2002  | LINEAR                   |
| 356729 -      | 2011 UM187               | 3 ottobre 2002    | NEAT                     |
| 356730 -      | 2011 US190               | 26 luglio 2005    | NEAT                     |
| 356731 -      | 2011 UT190               | 19 gennaio 2001   | LINEAR                   |
| 356732 -      | 2011 UJ191               | 26 agosto 2005    | NEAT                     |
| 356733 -      | 2011 UQ193               | 1º luglio 2005    | Spacewatch               |
| 356734 -      | 2011 UM194               | 25 marzo 2003     | Spacewatch               |
| 356735 -      | 2011 UP195               | 15 settembre 2006 | Spacewatch               |
| 356736 -      | 2011 UH197               | 26 gennaio 2006   | Spacewatch               |
| 356737 -      | 2011 UL199               | 18 novembre 2006  | Spacewatch               |
| 356738 -      | 2011 UE201               | 19 maggio 2010    | Mt. Lemmon Survey        |
| 356739 -      | 2011 UH202               | 30 agosto 2005    | Spacewatch               |
| 356740 -      | 2011 UE203               | 25 settembre 2006 | LONEOS                   |
| 356741 -      | 2011 UZ204               | 18 giugno 2010    | Mt. Lemmon Survey        |
| 356742 -      | 2011 UC207               | 28 agosto 2006    | CSS                      |
| 356743 -      | 2011 UL207               | 9 ottobre 2007    | Spacewatch               |
| 356744 -      | 2011 UG209               | 18 ottobre 2007   | Spacewatch               |
| 356745 -      | 2011 UZ212               | 21 dicembre 2003  | Spacewatch               |
| 356746 -      | 2011 UT216               | 20 novembre 2006  | Spacewatch               |
| 356747 -      | 2011 UZ216               | 26 settembre 2005 | Spacewatch               |
| 356748 -      | 2011 UA224               | 11 settembre 2002 | NEAT                     |
| 356749 -      | 2011 UU235               | 28 dicembre 2007  | Spacewatch               |
| 356750 -      | 2011 UY237               | 19 agosto 2006    | Spacewatch               |
| 356751 -      | 2011 UD239               | 19 agosto 2006    | Spacewatch               |
| 356752 -      | 2011 UB240               | 1º ottobre 2005   | Spacewatch               |
| 356753 -      | 2011 UX243               | 12 settembre 2007 | Spacewatch               |
| 356754 -      | 2011 UY243               | 30 settembre 2005 | Mt. Lemmon Survey        |
| 356755 -      | 2011 UR248               | 9 ottobre 2005    | Spacewatch               |
| 356756 -      | 2011 UP249               | 30 ottobre 2005   | Spacewatch               |
| 356757 -      | 2011 UY249               | 25 settembre 2006 | Spacewatch               |
| 356758 -      | 2011 UP250               | 7 febbraio 2008   | Mt. Lemmon Survey        |
| 356759 -      | 2011 UZ250               | 11 ottobre 2001   | NEAT                     |
| 356760 -      | 2011 UU254               | 19 agosto 2006    | Spacewatch               |
| 356761 -      | 2011 UV254               | 14 aprile 2008    | Mt. Lemmon Survey        |
| 356762 -      | 2011 UJ256               | 21 settembre 2000 | NEAT                     |
| 356763 -      | 2011 UJ258               | 24 novembre 2000  | Spacewatch               |
| 356764 -      | 2011 UP261               | 16 dicembre 2007  | Mt. Lemmon Survey        |
| 356765 -      | 2011 UU262               | 13 ottobre 2006   | Spacewatch               |
| 356766 -      | 2011 UT269               | 28 dicembre 2003  | Spacewatch               |
| 356767 -      | 2011 UF270               | 15 marzo 2009     | Spacewatch               |
| 356768 -      | 2011 UZ274               | 15 gennaio 2004   | Spacewatch               |
| 356769 -      | 2011 UR275               | 28 febbraio 2008  | Spacewatch               |
| 356770 -      | 2011 UE278               | 9 ottobre 2007    | Spacewatch               |
| 356771 -      | 2011 UM278               | 28 settembre 2006 | Spacewatch               |
| 356772 -      | 2011 UV279               | 21 dicembre 2006  | Spacewatch               |
| 356773 -      | 2011 UR280               | 28 agosto 2006    | Spacewatch               |
| 356774 -      | 2011 UT280               | 1º ottobre 2011   | Spacewatch               |
| 356775 -      | 2011 UL281               | 19 giugno 2010    | WISE                     |
| 356776 -      | 2011 UF282               | 21 agosto 2006    | Spacewatch               |
| 356777 -      | 2011 UD283               | 9 febbraio 2008   | Mt. Lemmon Survey        |
| 356778 -      | 2011 UA291               | 12 settembre 2001 | Spacewatch               |
| 356779 -      | 2011 UU295               | 21 agosto 2006    | Spacewatch               |
| 356780 -      | 2011 UQ296               | 23 aprile 2009    | Mt. Lemmon Survey        |
| 356781 -      | 2011 UQ301               | 30 dicembre 2007  | Spacewatch               |
| 356782 -      | 2011 UJ302               | 14 dicembre 2007  | Mt. Lemmon Survey        |
| 356783 -      | 2011 UT303               | 10 marzo 2000     | Spacewatch               |
| 356784 -      | 2011 UU303               | 8 marzo 2005      | Mt. Lemmon Survey        |
| 356785 -      | 2011 UO304               | 29 agosto 2006    | Spacewatch               |
| 356786 Shuike | 2011 UU306               | 9 novembre 2007   | PMO NEO Survey Program   |
| 356787 -      | 2011 UF309               | 5 dicembre 2007   | Spacewatch               |
| 356788 -      | 2011 UC312               | 4 maggio 2005     | Mt. Lemmon Survey        |
| 356789 -      | 2011 UL313               | 16 febbraio 2005  | Boattini, A., Scholl, H. |
| 356790 -      | 2011 UT313               | 20 novembre 2006  | Spacewatch               |
| 356791 -      | 2011 UK314               | 27 settembre 2006 | Spacewatch               |
| 356792 -      | 2011 UA315               | 21 ottobre 1995   | Spacewatch               |
| 356793 -      | 2011 UM319               | 5 aprile 2005     | Mt. Lemmon Survey        |
| 356794 -      | 2011 UP319               | 30 settembre 2006 | Mt. Lemmon Survey        |
| 356795 -      | 2011 UX322               | 28 agosto 2006    | CSS                      |
| 356796 -      | 2011 UY322               | 25 luglio 2000    | Spacewatch               |
| 356797 -      | 2011 UA325               | 19 settembre 2006 | Spacewatch               |
| 356798 -      | 2011 UL330               | 7 febbraio 2008   | Mt. Lemmon Survey        |
| 356799 -      | 2011 UV330               | 3 aprile 2008     | Mt. Lemmon Survey        |
| 356800 -      | 2011 UZ330               | 20 gennaio 2009   | Mt. Lemmon Survey        |

## 356801-356900
| Nome           | Designazione provvisoria | Data di scoperta  | Scopritore               |
| -------------- | ------------------------ | ----------------- | ------------------------ |
| 356801 -       | 2011 UG331               | 1º ottobre 2005   | Spacewatch               |
| 356802 -       | 2011 UK335               | 5 luglio 2005     | Mt. Lemmon Survey        |
| 356803 -       | 2011 UH336               | 9 agosto 2004     | CINEOS                   |
| 356804 -       | 2011 UZ337               | 5 ottobre 2002    | NEAT                     |
| 356805 -       | 2011 UF339               | 10 maggio 2005    | Spacewatch               |
| 356806 -       | 2011 UO343               | 9 marzo 2005      | CSS                      |
| 356807 -       | 2011 UV343               | 24 febbraio 2006  | Mt. Lemmon Survey        |
| 356808 -       | 2011 UA344               | 7 novembre 2007   | Spacewatch               |
| 356809 -       | 2011 UH358               | 10 ottobre 2007   | CSS                      |
| 356810 -       | 2011 US359               | 27 ottobre 2005   | Spacewatch               |
| 356811 -       | 2011 UD362               | 22 ottobre 2005   | Spacewatch               |
| 356812 -       | 2011 UE369               | 27 febbraio 2009  | Spacewatch               |
| 356813 -       | 2011 US369               | 11 novembre 2007  | Mt. Lemmon Survey        |
| 356814 -       | 2011 UU371               | 4 aprile 2003     | Spacewatch               |
| 356815 -       | 2011 UT379               | 21 novembre 2006  | Mt. Lemmon Survey        |
| 356816 -       | 2011 UN381               | 3 ottobre 2006    | Mt. Lemmon Survey        |
| 356817 -       | 2011 UJ383               | 19 gennaio 2004   | Spacewatch               |
| 356818 -       | 2011 UT383               | 13 marzo 2005     | Spacewatch               |
| 356819 -       | 2011 UC389               | 7 febbraio 2002   | NEAT                     |
| 356820 -       | 2011 UQ389               | 17 settembre 2006 | Spacewatch               |
| 356821 -       | 2011 UZ389               | 27 agosto 2005    | NEAT                     |
| 356822 -       | 2011 UD391               | 1º settembre 2005 | Spacewatch               |
| 356823 -       | 2011 UM391               | 2 maggio 2005     | Spacewatch               |
| 356824 -       | 2011 UN391               | 7 aprile 2008     | Mt. Lemmon Survey        |
| 356825 -       | 2011 UT391               | 22 novembre 2006  | Spacewatch               |
| 356826 -       | 2011 UQ398               | 27 agosto 2006    | Spacewatch               |
| 356827 -       | 2011 UY401               | 23 dicembre 2006  | Bickel, W.               |
| 356828 -       | 2011 UA402               | 2 febbraio 2008   | Spacewatch               |
| 356829 -       | 2011 UF404               | 29 luglio 2005    | NEAT                     |
| 356830 -       | 2011 UV404               | 10 febbraio 2002  | LINEAR                   |
| 356831 -       | 2011 US407               | 18 novembre 2007  | Spacewatch               |
| 356832 -       | 2011 UA408               | 1º marzo 2008     | Spacewatch               |
| 356833 -       | 2011 VL                  | 1º settembre 2005 | LONEOS                   |
| 356834 -       | 2011 VZ                  | 28 febbraio 2008  | Mt. Lemmon Survey        |
| 356835 -       | 2011 VJ1                 | 4 agosto 2005     | NEAT                     |
| 356836 -       | 2011 VU1                 | 5 gennaio 2002    | Spacewatch               |
| 356837 -       | 2011 VV6                 | 5 luglio 2005     | NEAT                     |
| 356838 -       | 2011 VZ7                 | 26 settembre 2006 | CSS                      |
| 356839 -       | 2011 VB14                | 23 luglio 2001    | Ries, J. G.              |
| 356840 -       | 2011 VL15                | 16 novembre 1998  | Spacewatch               |
| 356841 -       | 2011 VM22                | 8 febbraio 2002   | Spacewatch               |
| 356842 -       | 2011 VP22                | 19 marzo 2009     | Mt. Lemmon Survey        |
| 356843 -       | 2011 WJ2                 | 8 febbraio 2002   | Spacewatch               |
| 356844 -       | 2011 WE3                 | 5 novembre 2005   | Spacewatch               |
| 356845 -       | 2011 WQ3                 | 17 marzo 2004     | Spacewatch               |
| 356846 -       | 2011 WD6                 | 29 aprile 2003    | Spacewatch               |
| 356847 -       | 2011 WC7                 | 11 ottobre 2005   | Spacewatch               |
| 356848 -       | 2011 WE8                 | 20 ottobre 2006   | Spacewatch               |
| 356849 -       | 2011 WM9                 | 24 aprile 2004    | Spacewatch               |
| 356850 -       | 2011 WM14                | 8 giugno 2005     | Siding Spring Survey     |
| 356851 -       | 2011 WT24                | 13 gennaio 2004   | LONEOS                   |
| 356852 -       | 2011 WY24                | 19 settembre 2006 | CSS                      |
| 356853 -       | 2011 WR27                | 12 agosto 2006    | NEAT                     |
| 356854 -       | 2011 WT27                | 4 novembre 2007   | Spacewatch               |
| 356855 -       | 2011 WG31                | 28 settembre 2006 | Spacewatch               |
| 356856 -       | 2011 WL33                | 18 giugno 2010    | Mt. Lemmon Survey        |
| 356857 -       | 2011 WL44                | 6 novembre 2007   | Mt. Lemmon Survey        |
| 356858 -       | 2011 WU46                | 26 settembre 2005 | NEAT                     |
| 356859 -       | 2011 WF54                | 26 settembre 2006 | CSS                      |
| 356860 -       | 2011 WV55                | 7 marzo 2008      | Mt. Lemmon Survey        |
| 356861 -       | 2011 WD61                | 18 ottobre 2006   | Spacewatch               |
| 356862 -       | 2011 WP61                | 1º dicembre 2006  | Spacewatch               |
| 356863 Maathai | 2011 WZ61                | 25 giugno 2010    | WISE                     |
| 356864 -       | 2011 WW64                | 18 settembre 2010 | Mt. Lemmon Survey        |
| 356865 -       | 2011 WZ70                | 17 giugno 2010    | WISE                     |
| 356866 -       | 2011 WU72                | 13 dicembre 2006  | Mt. Lemmon Survey        |
| 356867 -       | 2011 WU77                | 28 settembre 2006 | Spacewatch               |
| 356868 -       | 2011 WJ79                | 5 maggio 2008     | Mt. Lemmon Survey        |
| 356869 -       | 2011 WT81                | 13 giugno 2010    | Mt. Lemmon Survey        |
| 356870 -       | 2011 WH84                | 14 febbraio 2004  | Spacewatch               |
| 356871 -       | 2011 WH88                | 22 aprile 2009    | Spacewatch               |
| 356872 -       | 2011 WX106               | 18 dicembre 2007  | Mt. Lemmon Survey        |
| 356873 -       | 2011 WZ113               | 11 marzo 2008     | CSS                      |
| 356874 -       | 2011 WA114               | 26 dicembre 2006  | CSS                      |
| 356875 -       | 2011 WL114               | 15 marzo 2008     | Spacewatch               |
| 356876 -       | 2011 WM117               | 18 novembre 2000  | LONEOS                   |
| 356877 -       | 2011 WN119               | 27 ottobre 2005   | CSS                      |
| 356878 -       | 2011 WC125               | 26 settembre 2005 | Spacewatch               |
| 356879 -       | 2011 WJ126               | 1º aprile 2008    | Mt. Lemmon Survey        |
| 356880 -       | 2011 WU127               | 23 marzo 2003     | Sloan Digital Sky Survey |
| 356881 -       | 2011 WG129               | 25 ottobre 2005   | Mt. Lemmon Survey        |
| 356882 -       | 2011 WJ132               | 5 aprile 2005     | NEAT                     |
| 356883 -       | 2011 WW132               | 15 settembre 2004 | Spacewatch               |
| 356884 -       | 2011 WH134               | 12 novembre 2007  | CSS                      |
| 356885 -       | 2011 WL138               | 15 marzo 2004     | CSS                      |
| 356886 -       | 2011 WE146               | 6 febbraio 2002   | LINEAR                   |
| 356887 -       | 2011 WF148               | 1º settembre 2005 | Spacewatch               |
| 356888 -       | 2011 WV150               | 16 febbraio 2004  | Spacewatch               |
| 356889 -       | 2011 WE152               | 9 luglio 2005     | Spacewatch               |
| 356890 -       | 2011 WP153               | 11 marzo 2002     | NEAT                     |
| 356891 -       | 2011 XN                  | 20 aprile 2006    | Mt. Lemmon Survey        |
| 356892 -       | 2011 XT                  | 12 giugno 2005    | Spacewatch               |
| 356893 -       | 2011 XL3                 | 14 febbraio 2002  | Spacewatch               |
| 356894 -       | 2011 YN15                | 21 novembre 2006  | Mt. Lemmon Survey        |
| 356895 -       | 2011 YO16                | 12 dicembre 1999  | LINEAR                   |
| 356896 -       | 2011 YX20                | 10 ottobre 2008   | Mt. Lemmon Survey        |
| 356897 -       | 2011 YQ28                | 24 novembre 2009  | CSS                      |
| 356898 -       | 2011 YT29                | 29 settembre 2009 | Mt. Lemmon Survey        |
| 356899 -       | 2011 YL42                | 29 luglio 2008    | Spacewatch               |
| 356900 -       | 2011 YN43                | 5 gennaio 2000    | Spacewatch               |

## 356901-357000
| Nome                   | Designazione provvisoria | Data di scoperta  | Scopritore                           |
| ---------------------- | ------------------------ | ----------------- | ------------------------------------ |
| 356901 -               | 2011 YJ55                | 12 gennaio 2000   | Spacewatch                           |
| 356902 -               | 2011 YF56                | 5 settembre 2008  | Spacewatch                           |
| 356903 -               | 2011 YH71                | 27 maggio 2003    | Spacewatch                           |
| 356904 -               | 2011 YT71                | 29 ottobre 2010   | Spacewatch                           |
| 356905 -               | 2011 YC75                | 1º ottobre 2009   | Mt. Lemmon Survey                    |
| 356906 -               | 2011 YE75                | 21 marzo 2002     | Spacewatch                           |
| 356907 -               | 2011 YW76                | 25 maggio 2007    | Spacewatch                           |
| 356908 -               | 2012 AE4                 | 25 novembre 2005  | CSS                                  |
| 356909 -               | 2012 AP14                | 22 aprile 2004    | Sloan Digital Sky Survey             |
| 356910 -               | 2012 AA17                | 8 febbraio 2010   | WISE                                 |
| 356911 -               | 2012 BQ5                 | 5 settembre 2008  | Spacewatch                           |
| 356912 -               | 2012 BW36                | 5 settembre 2008  | Spacewatch                           |
| 356913 -               | 2012 BQ50                | 17 ottobre 2008   | Spacewatch                           |
| 356914 -               | 2012 BJ57                | 6 ottobre 2008    | Mt. Lemmon Survey                    |
| 356915 -               | 2012 BG61                | 11 settembre 2007 | Mt. Lemmon Survey                    |
| 356916 -               | 2012 BH61                | 16 febbraio 2001  | ADAS                                 |
| 356917 -               | 2012 BX105               | 13 settembre 2004 | Spacewatch                           |
| 356918 -               | 2012 BF119               | 16 gennaio 2000   | Spacewatch                           |
| 356919 -               | 2012 BL126               | 4 ottobre 2004    | NEAT                                 |
| 356920 -               | 2012 BC139               | 17 settembre 2004 | Spacewatch                           |
| 356921 -               | 2012 CL                  | 4 gennaio 2006    | Mt. Lemmon Survey                    |
| 356922 -               | 2012 CP5                 | 12 aprile 2002    | NEAT                                 |
| 356923 -               | 2012 CP51                | 28 settembre 2009 | Mt. Lemmon Survey                    |
| 356924 -               | 2012 CJ54                | 15 ottobre 2001   | NEAT                                 |
| 356925 -               | 2012 QP37                | 29 giugno 2005    | CSS                                  |
| 356926 -               | 2012 RM13                | 2 febbraio 2005   | Spacewatch                           |
| 356927 -               | 2012 RV22                | 11 aprile 2003    | Spacewatch                           |
| 356928 -               | 2012 RG31                | 9 ottobre 1999    | LINEAR                               |
| 356929 -               | 2012 RC36                | 12 marzo 2007     | Mt. Lemmon Survey                    |
| 356930 -               | 2012 SG13                | 26 marzo 2001     | Buie, M. W.                          |
| 356931 -               | 2012 SM13                | 6 aprile 2005     | Mt. Lemmon Survey                    |
| 356932 -               | 2012 SE30                | 10 ottobre 2002   | Sloan Digital Sky Survey             |
| 356933 -               | 2012 SX58                | 1º giugno 2006    | Mt. Lemmon Survey                    |
| 356934 -               | 2012 TB15                | 19 marzo 2007     | Mt. Lemmon Survey                    |
| 356935 -               | 2012 TV56                | 19 novembre 2001  | LINEAR                               |
| 356936 -               | 2012 TP90                | 18 dicembre 2001  | LINEAR                               |
| 356937 -               | 2012 TO150               | 19 settembre 2001 | LINEAR                               |
| 356938 -               | 2012 TT150               | 15 dicembre 2004  | Spacewatch                           |
| 356939 -               | 2012 TQ187               | 30 marzo 2008     | Spacewatch                           |
| 356940 -               | 2012 TX199               | 25 agosto 1995    | Spacewatch                           |
| 356941 -               | 2012 TA234               | 22 settembre 2003 | NEAT                                 |
| 356942 -               | 2012 TO286               | 28 settembre 2006 | Spacewatch                           |
| 356943 -               | 2012 TB302               | 25 ottobre 2003   | LINEAR                               |
| 356944 -               | 2012 TS315               | 6 gennaio 2005    | CSS                                  |
| 356945 -               | 2012 UN31                | 15 settembre 2007 | Mt. Lemmon Survey                    |
| 356946 -               | 2012 UW69                | 17 marzo 2005     | Mt. Lemmon Survey                    |
| 356947 -               | 2012 UO74                | 1º ottobre 2005   | CSS                                  |
| 356948 -               | 2012 VE5                 | 22 settembre 2009 | Mt. Lemmon Survey                    |
| 356949 -               | 2012 VU19                | 10 febbraio 2002  | LINEAR                               |
| 356950 -               | 2012 VF75                | 7 febbraio 2003   | NEAT                                 |
| 356951 -               | 2012 VS101               | 28 aprile 2003    | LONEOS                               |
| 356952 -               | 2012 WK9                 | 24 novembre 2003  | Spacewatch                           |
| 356953 -               | 2012 WV10                | 16 settembre 2006 | CSS                                  |
| 356954 -               | 2012 WF23                | 12 dicembre 2004  | Spacewatch                           |
| 356955 -               | 2012 WT26                | 22 luglio 2003    | NEAT                                 |
| 356956 -               | 2012 WO27                | 19 settembre 2001 | NEAT                                 |
| 356957 -               | 2012 XP11                | 27 settembre 2000 | Spacewatch                           |
| 356958 -               | 2012 XA25                | 28 settembre 1998 | ODAS                                 |
| 356959 -               | 2012 XT42                | 11 dicembre 2004  | Spacewatch                           |
| 356960 -               | 2012 XC47                | 12 gennaio 2002   | Spacewatch                           |
| 356961 -               | 2012 XM56                | 19 aprile 2006    | Mt. Lemmon Survey                    |
| 356962 -               | 2012 XG120               | 14 maggio 2004    | Spacewatch                           |
| 356963 -               | 2012 XM120               | 14 dicembre 2001  | LINEAR                               |
| 356964 -               | 2012 XK133               | 9 dicembre 2004   | Spacewatch                           |
| 356965 -               | 2012 XJ136               | 31 dicembre 2008  | Mt. Lemmon Survey                    |
| 356966 -               | 2012 XM136               | 14 marzo 2005     | CSS                                  |
| 356967 -               | 2012 XO136               | 14 marzo 2002     | LINEAR                               |
| 356968 -               | 2012 XP144               | 11 febbraio 2002  | LINEAR                               |
| 356969 -               | 2012 XL151               | 20 novembre 2008  | Mt. Lemmon Survey                    |
| 356970 -               | 1981 EG32                | 6 marzo 1981      | Bus, S. J.                           |
| 356971 -               | 1991 TK2                 | 10 ottobre 1991   | Helin, E. F.                         |
| 356972 -               | 1993 QH                  | 16 agosto 1993    | Spacewatch                           |
| 356973 -               | 1994 CM7                 | 15 febbraio 1994  | Spacewatch                           |
| 356974 -               | 1994 SG6                 | 28 settembre 1994 | Spacewatch                           |
| 356975 Aspriliopacelli | 1994 TX1                 | 9 ottobre 1994    | Stroncone                            |
| 356976 -               | 1995 DU6                 | 24 febbraio 1995  | Spacewatch                           |
| 356977 -               | 1995 SC63                | 25 settembre 1995 | Spacewatch                           |
| 356978 -               | 1995 SM64                | 18 settembre 1995 | Spacewatch                           |
| 356979 -               | 1995 TR11                | 15 ottobre 1995   | Spacewatch                           |
| 356980 -               | 1996 AH7                 | 12 gennaio 1996   | Spacewatch                           |
| 356981 -               | 1996 RS8                 | 6 settembre 1996  | Spacewatch                           |
| 356982 -               | 1996 RG24                | 7 settembre 1996  | Okuni, T.                            |
| 356983 -               | 1997 EP26                | 4 marzo 1997      | Spacewatch                           |
| 356984 -               | 1997 GA2                 | 7 aprile 1997     | Spacewatch                           |
| 356985 -               | 1997 SA                  | 16 settembre 1997 | Galad, A., Pravda, A.                |
| 356986 -               | 1997 SA4                 | 26 settembre 1997 | Pravec, P.                           |
| 356987 -               | 1997 UJ6                 | 23 ottobre 1997   | Spacewatch                           |
| 356988 -               | 1998 BC31                | 26 gennaio 1998   | Spacewatch                           |
| 356989 -               | 1998 FN6                 | 18 marzo 1998     | Spacewatch                           |
| 356990 -               | 1998 KS10                | 22 maggio 1998    | Spacewatch                           |
| 356991 -               | 1998 QA1                 | 19 agosto 1998    | LINEAR                               |
| 356992 -               | 1998 QH29                | 22 agosto 1998    | Beijing Schmidt CCD Asteroid Program |
| 356993 -               | 1998 RY13                | 14 settembre 1998 | Spacewatch                           |
| 356994 -               | 1998 RW56                | 14 settembre 1998 | LINEAR                               |
| 356995 -               | 1998 ST31                | 20 settembre 1998 | Spacewatch                           |
| 356996 -               | 1998 SZ33                | 2 settembre 1998  | Spacewatch                           |
| 356997 -               | 1998 SY94                | 26 settembre 1998 | LINEAR                               |
| 356998 -               | 1998 SD163               | 26 settembre 1998 | LINEAR                               |
| 356999 -               | 1998 TV18                | 14 ottobre 1998   | Beijing Schmidt CCD Asteroid Program |
| 357000 -               | 1998 UO                  | 17 ottobre 1998   | Comba, P. G.                         |